# Abdullah Abdullah
Abdullah Abdullah (tiếng Dari/tiếng Pashto: عبدالله عبدالله, sinh ngày 5 tháng 9 năm 1960) là một chính trị gia người Afghanistan, ông giữ vai trò là người lãnh đạo Hội đồng cấp cao về hòa giải dân tộc (HCNR), được cho là sẽ dẫn đầu làm trưởng đoàn trong các cuộc đàm phán hòa bình nội bộ Afghanistan với Taliban. Trước đó, ông từng giữ cương vị là "Người điều hành Afghanistan" (Chief Executive) trong giai đoạn từ tháng 9 năm 2014 đến tháng 3 năm 2020, đây là một chức vụ tương đương với vị trí Thủ tướng. 

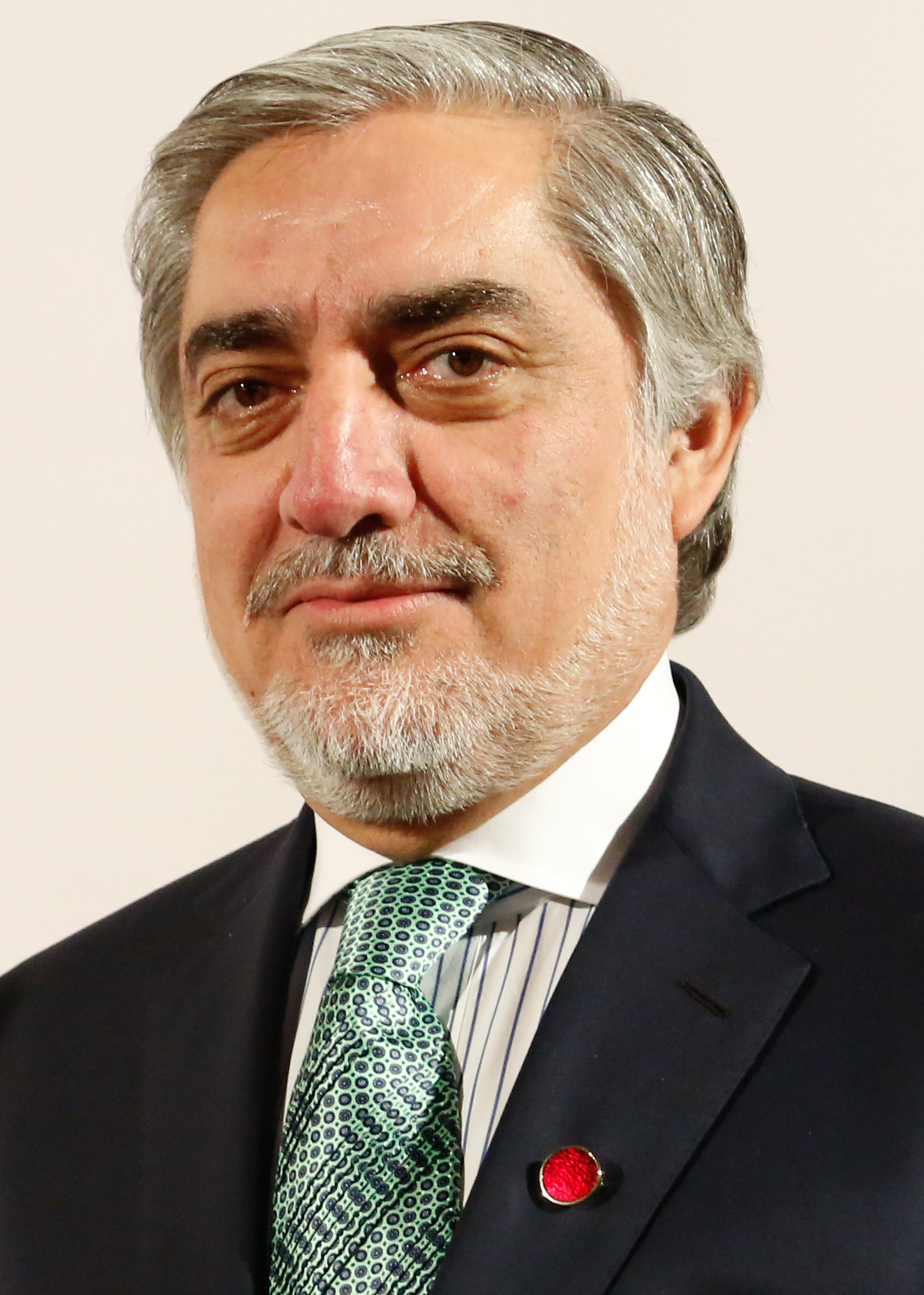
Ông Abdullah Abdullah vào tháng 12 năm 2014

## Sự nghiệp
Abdullah sinh ra ở quận hai của thủ đô Kabul của Afghanistan. Ông từng là một bác sĩ y khoa vào cuối những năm 1990. Sau này, ông là thành viên cấp cao của Liên minh phương Bắc làm việc với tư cách một cố vấn cho chỉ huy Ahmad Shah Massoud. Sau khi Mỹ và NATO tấn công lật đổ Taliban vào năm 2001, ông có bước chuyển biến trong sự nghiệp chính trị, từng là Bộ trưởng Bộ Ngoại giao Afghanistan trong thời gian từ tháng 12 năm 2001 đến tháng 4 năm 2005. Bước ngoặt chính trị trong sự nghiệp của ông diễn ra khi Abdullah Abdullah đã ra tranh cử đối chọi với Tổng thống Hamid Karzai trong cuộc bầu cử Tổng thống Afghanistan năm 2009, nhưng chỉ đứng ở vị trí thứ hai với 30,5% tổng số phiếu bầu. Năm 2010, ông thành lập Liên minh Thay đổi và Hy vọng (nay là Liên minh Quốc gia Afghanistan) là một trong những phong trào dân chủ đối lập hàng đầu ở Afghanistan, năm 2011, liên minh này được chuyển thành Liên minh Quốc gia Afghanistan.
Ông tái tranh cử trong cuộc bầu cử tổng thống Afghanistan năm 2014 và vào được vòng hai với 45% tổng số phiếu bầu. Đối thủ sát sao nhất của ông là Ashraf Ghani đã giành được 35% tổng số phiếu bầu. Do có dấu hiệu gian lận, kết quả của vòng hai bị tranh chấp gay gắt và dẫn đến bế tắc. Bất chấp những tranh cãi liên quan đến kết quả của vòng bầu cử thứ hai, kết quả cuối cùng được Ủy ban bầu cử độc lập của Afghanistan công nhận, kết quả cho thấy ông Ashraf Ghani nhận được 55,3% số phiếu bầu trong khi Abdullah Abdullah chỉ giành được 44,7% số phiếu bầu.
Sau nhiều tháng đàm phán và vai trò trung gian hòa giải của Hoa Kỳ, hai ứng cử viên đã đi đến thỏa thuận thành lập một Chính phủ đại đoàn kết toàn dân tộc, trong đó Abdullah giữ chức vụ Người điều hành Afghanistan. Vào ngày 17 tháng 5 năm 2020, một thỏa thuận đã đạt được mà theo đó Abdullah lãnh đạo Hội đồng cấp cao về hòa giải quốc gia (HCNR) của đất nước với tư cách là Chủ tịch. Hơn nữa, HCNR được trao quyền xử lý và quyết định tất cả các vấn đề liên quan đến tiến trình hòa bình Afghanistan. Hội đồng đã tổ chức cuộc họp phiên đầu tiên vào tháng 12 năm 2020, vài tháng sau khi chính thức thành lập, mặc dù chưa có đầy đủ tư cách thành viên và các cuộc tranh giành quyền lực vẫn còn diễn ra gay gắt. Tổng thống Hoa Kỳ Joe Biden cũng gặp Tổng thống Afghanistan Ashraf Ghani và Abdullah Abdullah vào ngày 25 tháng 6 năm 2021.